# Kununurra
Kununurra è una città situata nella regione di Kimberley, in Australia Occidentale; essa si trova a circa 3.200 chilometri a nord-est di Perth ed è la sede della Contea di Wyndham-East Kimberley. Al censimento del 2006 contava 3.748 abitanti, di cui circa un quarto sono di origine aborigena.